# Ryoff Karma

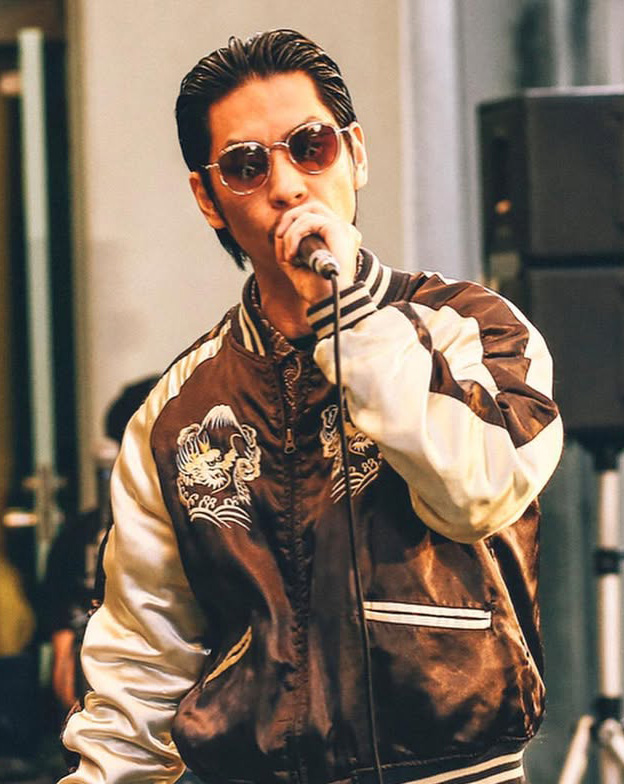
Ryoff Karma während eines Live-Auftritts (2021)

Ryoff Karma (japanisch 呂布カルマ Ryofu Karma; geboren als Yuya Mishima 三嶋 裕也 Mishima Yūya am 7. Januar 1983 in Nishinomiya, Präfektur Hyōgo) ist ein japanischer Rapper und Fernsehpersönlichkeit. Er lebt in Nagoya, Präfektur Aichi.

## Leben
2005 schloss er sein Studium am Fachbereich Illustration der Fakultät für Bildende Kunst an der Nagoya Universität der Künste. Während seiner Studienzeit strebte er an, Manga-Zeichner zu werden, entschied sich jedoch nach dem Abschluss für eine Karriere als Rapper.
Er arbeitete in der Underground-Szene und errang ab 2015 zahlreiche Siege und zweite Plätze bei großen Battle-Rap-Wettbewerben. 2016 gab er seinen regulären Job auf, um professioneller Rapper zu werden.
2017 trat er in der TV-Show „Freestyle Monster“ (TV Asahi) auf und erlangte so Anerkennung bei Rap-Fans im ganzen Land. Im Jahr 2022 verschaffte ihm sein Auftritt in der Ad-Council-Japan-Werbung „Toleranter Rap“ Bekanntheit auch außerhalb der Rap-Szene.
Im Jahr 2023 begann er, aktiver als Fernsehmoderatorin zu arbeiten. In der Rangliste 2023 der „Talente mit schnell wachsender Beliebtheit in diesem Jahr“ belegte er den 8. Platz.

## Privates
Das Rezensieren von Erotikmodels gehört ebenfalls zu seinen Tätigkeiten. Er schätzt die künstlerische Qualität der Körper von Erotikmodels und schreibt eine regelmäßige Magazin-Kolumne, in der er diese rezensiert. Er produziert auch Aktivitäten für Badeanzug-Models.
Da er einst Karikaturist werden wollte, verfügt er über umfangreiche Kenntnisse in Manga. Seine Empfehlungen sind auf den Covern verschiedener Manga zu finden. Er hat auch Dialog mit Redakteuren wie Shihei Hayashi geführt, der Chainsaw Man und Spy × Family herausgibt.

## Diskografie

### Studioalben
- 2009: 13 shit
- 2010: vierte Dimension HIP-HOP
- 2011: STRONG
- 2014: The Cool Core
- 2016: A New Misunderstanding (with p1 a.k.a. 2g)
- 2018: SUPERSALT
- 2021: Be kenja

### Singles
- 2016/03/02: BACKBONE feat. NAIKA MC, MC CARDZ, Ryoff Karma & RITTO[13]
- 2018/12/30: Mayutsuwa[14]
- 2019/04/13: SAMSAVANNA[15]
- 2019/08/27: Massao[16]
- 2020/01/07: NEW VALUE[17]
- 2020/06/20: Karasu Tengu[18]
- 2022/05/14: Lucky Boy, Lucky Girl[19]
- 2023/04/20: Fuwaku[20]
- 2023/11/09: Forever Fresh Ecstasy Moment[21]
- 2024/10/17: δ(Delta) Prod.by Shozi it, MONJOE Presented by YANMAR[22]
- 2024/06/20: on the earth LINKL PLANET feat.Ryoff Karma[23]
- 2024/8/30: NARIYAMA NIGHT B.O.C(SAM & DJ KOO) feat.Ryoff Karma,Ry-lax,DJ CHARI & Tetsuya Komuro.[24]

## Auszeichnungen
Auszeichnungen für den AC Japan-Fernsehwerbespot „Toleranter Rap“ mit Ryoff Karma in der Hauptrolle
- FCC Award 2022 (Fukuoka Copywriters Club) Mixed Category – FCC Award
- CCN Award 2022 (Copywriters Club Nagoya) Fernsehwerbung Kategorie – CCN Award
- 60. JAA Advertising Awards, vom Verbraucher gewählter Werbewettbewerb
- 5. HaHaHa Osaka Creativity Award 2022 – Grand Prix
- 52. Fuji Sankei Group Advertising Grand Award – Social Impact Award
- 60. Galaxy Award – Kategorie CM – Excellence Award
- „Commercial Photo“-Magazin's Top 10 CM für 2022, gewählt von Kreativen – 1. Platz
- 2023 63. ACC TOKYO CREATIVITY AWARDS
- 2023 OCC Award (Osaka Copywriters Club) – OCC Grand Prix
- 2023 TCC Award (Tokyo Copywriters Club) – Newcomer Award
- 76. Dentsu Advertising Award
- FCC Award 2022 (Fukuoka Copywriters Club) – Mixed Category – FCC Award
- MAD STARS 2023 (Busan International Advertising Festival) – Finalist
- 2022 ADC Award (Tokyo Art Directors Club) – Ausgewählt

## Filmografie

### Filme
- "The Alien Painter" (veröffentlicht am 2. Juli 2022, Bright Horse Film)[26]
- "Seishun Hakaba" (veröffentlicht am 8. Juli 2023, IHA Films)[27]

### TV-Serien
- Red Eyes: Surveillance Investigation Team Episode 3 (February 6, 2021, Nippon TV) – Played the role of Shigeo Minatogawa[28]
- "MR. FLUSH" (May 26 – June 30, 2023, Tokyo Metropolitan Television|TOKYO MX) – Played the role of Go Numajiri[29]

## Radio
- FLYING BED (April 7, 2019 – ZIP-FM) Main Personality
- Scholar Meals[30][31]

## Bücher
- Ryofu Karma: Der Mann, der nicht schwankt. (『ブレん人 Burenhito』). Cosmic Publishing (コスミック出版 Kosumikku Shuppan), Tokio 2023, ISBN 978-4-7747-9287-3 (japanisch).
- Ryofu Karma: Erstes Fotosammlung. (『カルマ: 呂布カルマ写真集 Ryofu Karuma Shashinshu』) One Publishing (住友ゴム工業 Sumitomogomu Kogyo), Tokio 2023, ISBN 978-4-651-20412-3 (japanisch).